# Nowy cmentarz żydowski we Frysztaku
Nowy cmentarz żydowski we Frysztaku określany również niekiedy jako Cmentarz żydowski w Gliniku Dolnym lub Cmentarz żydowski w Twierdzy– kirkut społeczności żydowskiej niegdyś zamieszkującej Frysztak znajdujący się na pograniczu wsi Glinik Dolny i Twierdza. Nie wiadomo kiedy dokładnie powstał. Zajmuje powierzchnię 0,3 ha (położenie 49°49'50.5"N 21°36'35.9"E). Zachowało się na nim kilka nagrobków.